# Rakusu

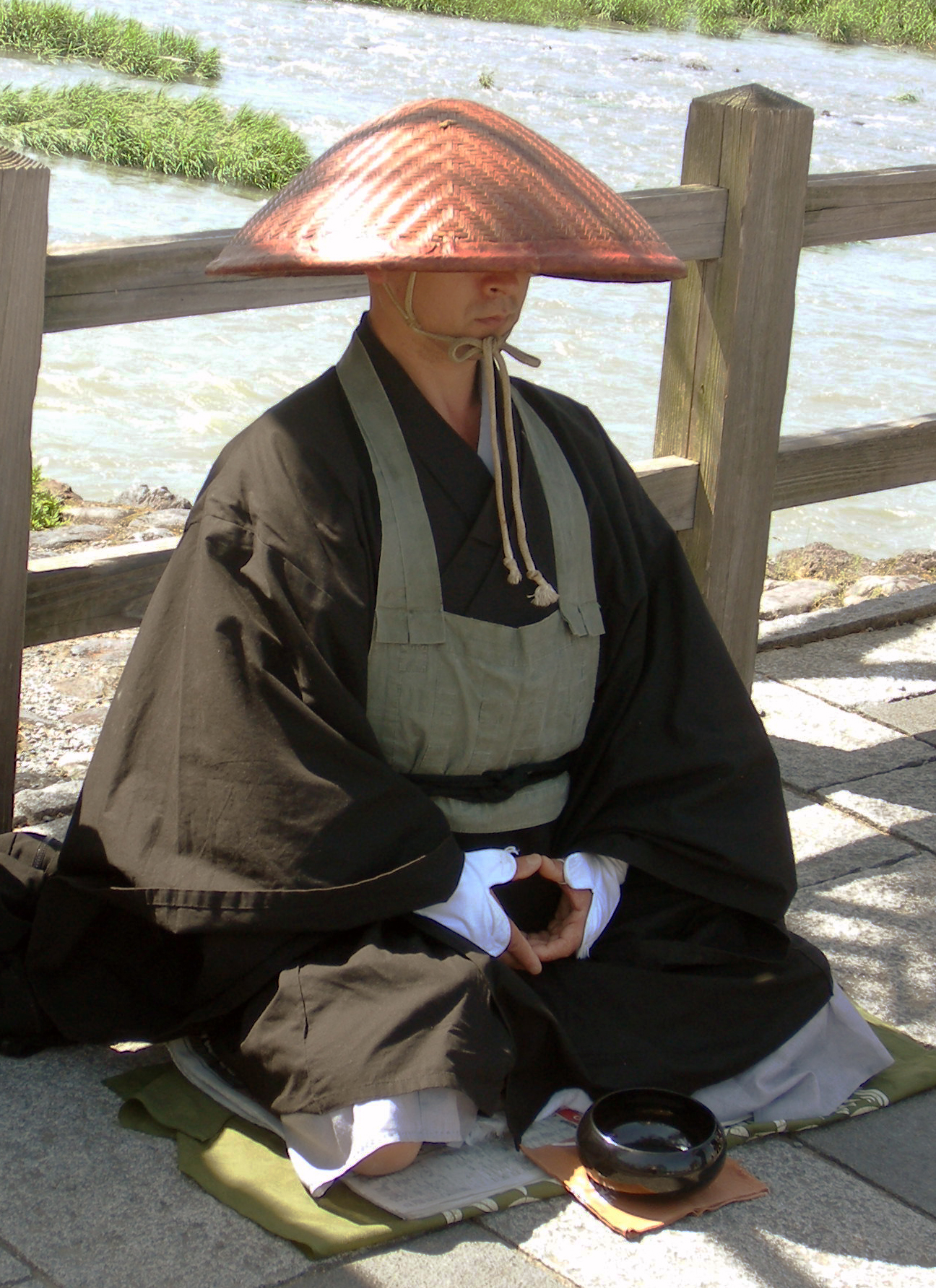
Un moine zen de l'école Sōtō portant son rakusu beige clair par dessus sa robe.

Un rakusu (絡子) est un habit traditionnel japonais porté autour du cou par les bouddhistes des écoles zen qui ont reçu les préceptes. Le port de celui-ci peut également signifier que la personne est ordonnée upāsaka (disciple laïque). Le rakusu se compose de 16 bandes de tissu, ou plus, cousues ensemble généralement par le disciple durant la période de préparation à sa cérémonie de réception des préceptes (jukai) ou d'ordination laïque.
Bien qu'il n'existe pas de standard concernant les couleurs du rakusu, une convention générale veut que son recto soit noir pour les moines et les nonnes et marron pour les enseignants. Le verso est laissé blanc. Généralement, l'enseignant y écrira le nouveau nom de Dharma du disciple et parfois sa lignée de succession.

## Origine
Le rakusu est une version miniature du kesa, mais porté autour du cou. Cet habit trouverait probablement ses origines en Chine, à l'époque où les persécutions contre le bouddhisme ont fait émerger le Chán comme l'école la plus influente.
La robe extérieure du Bouddha était rectangulaire et sa dimension avait un rapport de 6 de largeur par 9 de longueur. Le Bouddha aurait renoncé à porter des vêtements neufs et aurait créé sa robe à partir de morceaux de robes blanches funéraires trouvées sur des sites funéraires qu'il aurait teints avec du safran pour ses vertus désinfectantes. La légende veut que la robe du Bouddha ressemblait aux rizières.
Selon une première thèse, l'origine du rakusu remonterait à l'interdiction du bouddhisme émise par l'empereur chinois Tang Wuzong en faveur du confucianisme et du taoïsme, lorsqu'il interdit le port de la robe monastique et défroqua l'ensemble des moines bouddhistes. Ces derniers auraient alors créé une version miniature de leur robe permettant de la porter secrètement autour du cou et en dessous de leurs habits quotidiens. Une seconde thèse avance que le rakusu serait apparu chez les moines zen participant à des travaux manuels, le kesa étant trop encombrant. En outre, certains chercheurs japonais soutiennent que le rakusu fut créé au Japon pendant l'ère Edo (1603-1868) et le règne des Tokugawa lors de l'adoption d'une régulation spécifiant la taille et les tissus des vêtements des moines.
Dans l'hypothèse où le rakusu était bel et bien utilisé en Chine, il y est néanmoins globalement tombé en désuétude. Cependant, la tradition perdure au Japon et le rakusu est aujourd’hui généralement associé aux lignes de succession du bouddhisme zen qui trouvent leurs origines en Chine. On trouve aujourd'hui parfois une boucle sur le côté gauche du rakusu, censée rappeler la boucle utilisée pour la fermeture de certaines grandes robes.

## Symbolisme

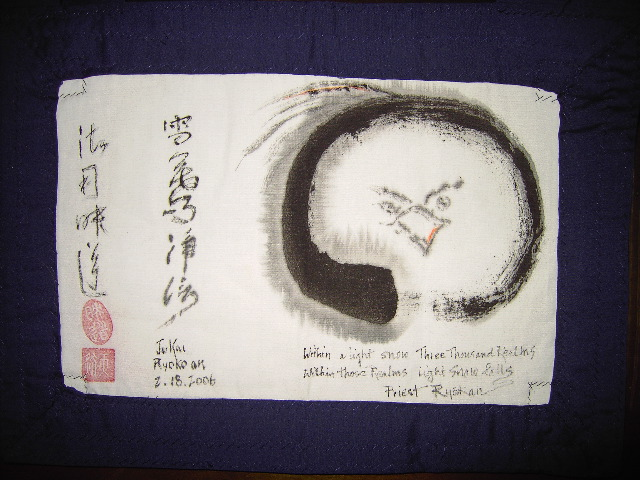
Verso d'un rakusu remis à un pratiquant zen en 2006. Le maître a peint un enso et calligraphié un poème, avec sa traduction.

Le rakusu représente les morceaux de vêtement cousus ensemble pour former le kesa porté par le Bouddha après qu'il a quitté son palais royal à la recherche de l'éveil. Selon les textes du bouddhisme, Siddhārtha, alors prince, quitta son palais royal et ramassa des bouts de tissu abandonnés à plusieurs endroits : jetés aux ordures ou laissés par des défunts après leur crémation. Il nettoya ensuite les haillons avec du safran, ce qui donna au tissu sa couleur orange et cuivrée.
Dans l'école Sōtō, la couleur du rakusu est généralement déterminée par le statut de la personne qui le porte. Par exemple, les pratiquants laïcs reçoivent souvent un rakusu bleu, tandis que les noirs sont reçus après l'ordination de moine ou de nonne. Un rakusu brun signifie que la personne qui le porte a reçu la transmission du Dharma et est autorisé à donner des enseignements.
Sur l'intérieur du col du rakusu en contact avec la nuque se trouvent des points brodés représentant l'école zen à laquelle le disciple appartient. L'école Sōtō utilise un motif d'aiguille de pin cassée, l'école Rinzai un triangle en forme de montagne et l'école Ōbaku une étoile à six branches.